# Горлина, Любовь Григорьевна
Любо́вь Григо́рьевна Го́рлина (5 августа 1926 — 24 января 2013) — российский филолог-германист, переводчица со скандинавских языков, в основном с норвежского. Член Союза писателей.

## Биография
C 1946 по 1951 год Любовь Горлина училась в Ленинградском государственном университете на скандинавском отделении филологического факультета. Среди её преподавателей был крупный советский скандинавист Михаил Иванович Стеблин-Каменский. Ещё будучи студенткой, она вышла замуж за Юрия Петровича Вронского. Окончив университет, она переехала в Москву и по распределению пошла работать в Главлит, где трудилась 11 лет. В её обязанности входило чтение всей поступающей в Управление скандинавской литературы и периодики.
Помимо основной работы Горлина начала заниматься художественным переводом. Первым опытом стал роман Бьёрнстьерне Бьёрнсона «Весёлый парень» (норв. En glad Gut, 1860). В 1962 году выходит книга Анне-Катарины Вестли «Папа, мама, восемь детей и грузовик» (норв. Åtte små, to store og en lastebil, 1957) в её переводе. Из проходящих через её руки источников Любовь Григорьевна отбирала детские стихи, а Вронский их переводил по её подстрочникам. В 1963 году вышла составленная из этих стихов антология «Грустный кондитер». Ряд стихов их этой книги был положен на музыку Григорием Гладковым и другими композиторами.
В 1962 году Любовь Горлина взялась за перевод романа Турборг Недреос «Музыка голубого колодца» (норв. Musikk fra en blå brønn, 1960). По настоянию мужа она покинула Главлит, чтобы полностью посвятить себя художественному переводу.
За свою долгую творческую жизнь Любовь Горлина перевела на русский язык огромное число книг норвежских классиков и современных писателей, в том числе произведения Кнута Гамсуна, Хербьёрг Вассму, Акселя Сандемусе, Юстейна Гордера.

## Награды и премии
- 1995 — Медаль Святого Олафа за вклад в дело популяризации норвежской культуры в России[8][9].
- 2010 — Премия «Мастер» за перевод романа Юна Эво[норв.] «Солнце — крутой бог» (норв. Sola er en feit gud)[8][9][10][11].
- 2012 — Почётный диплом Андерсена на 33-м Конгрессе Международного совета по детской книге (IBBY)[12]